# Ndumu (peuple)
Pour les articles homonymes, voir Ndumu.
Les Ndumu (ou Bandumu) sont une population d'Afrique centrale vivant à l'est du Gabon, dans la province du Haut-Ogooué. Ils ont longtemps été considérés comme appartenant au groupe des Kota, qui sont souvent leurs voisins, tout comme les Obamba.
Ils sont aussi considérés comme alliés avec les Nzebi et les Teke.

## Langue
Leur langue est le ndumu (ou bandoumou, doumbou, dumbu, lendumu, mindoumou, mindumbu, minduumo, ndumbo, ndumbu, nduumo, ondoumbo, ondumbo), une langue bantoue dont le nombre de locuteurs était estimé à 4 310 en 2000.

## Histoire

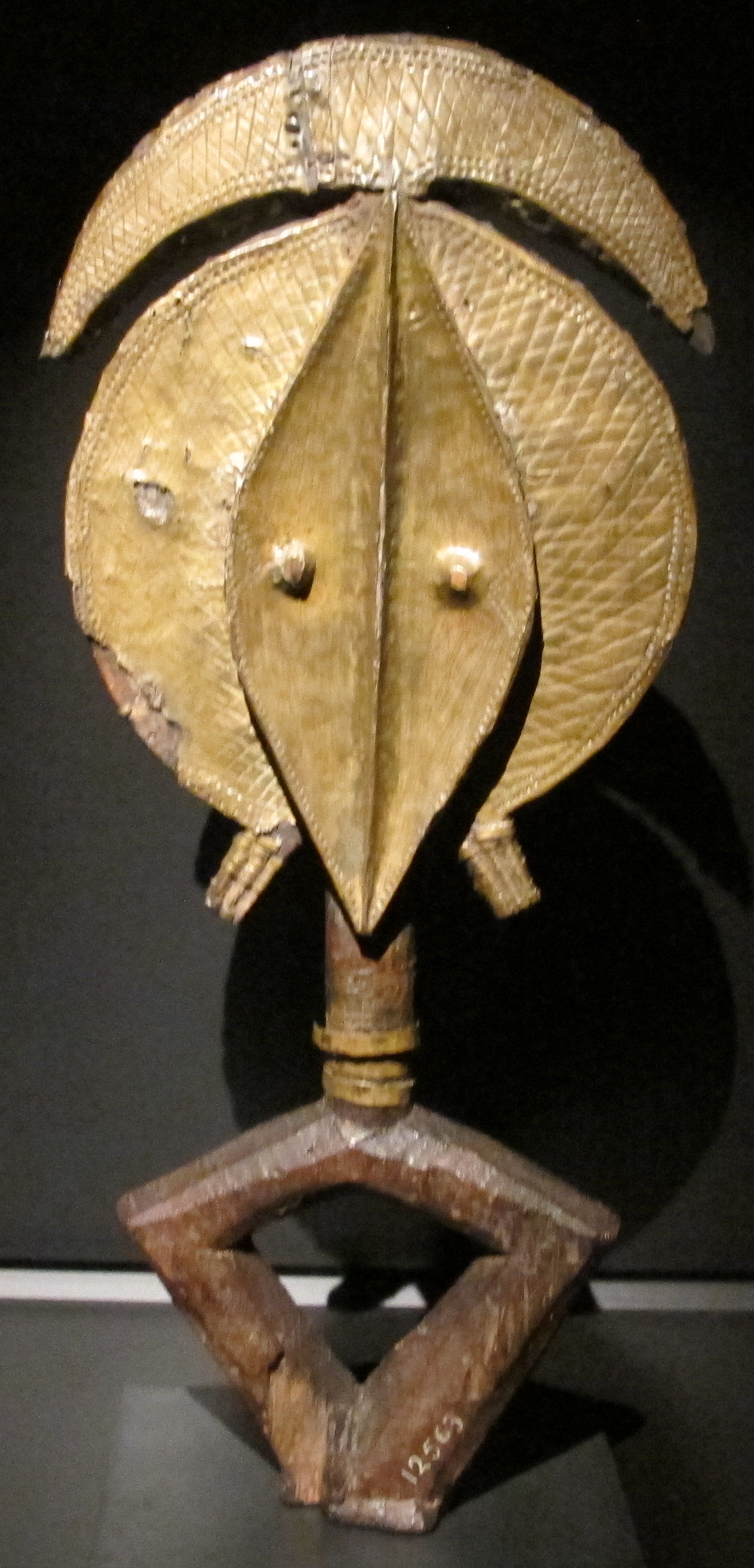
Figure d'ancêtre, gardien de reliquaire. Kota, Ndumu[3]. Bois, laiton jaune au plomb, fer. H. 45,5 cm. Gabon, Haut-Ogooué, déb. 18e - prem. tiers 19e s
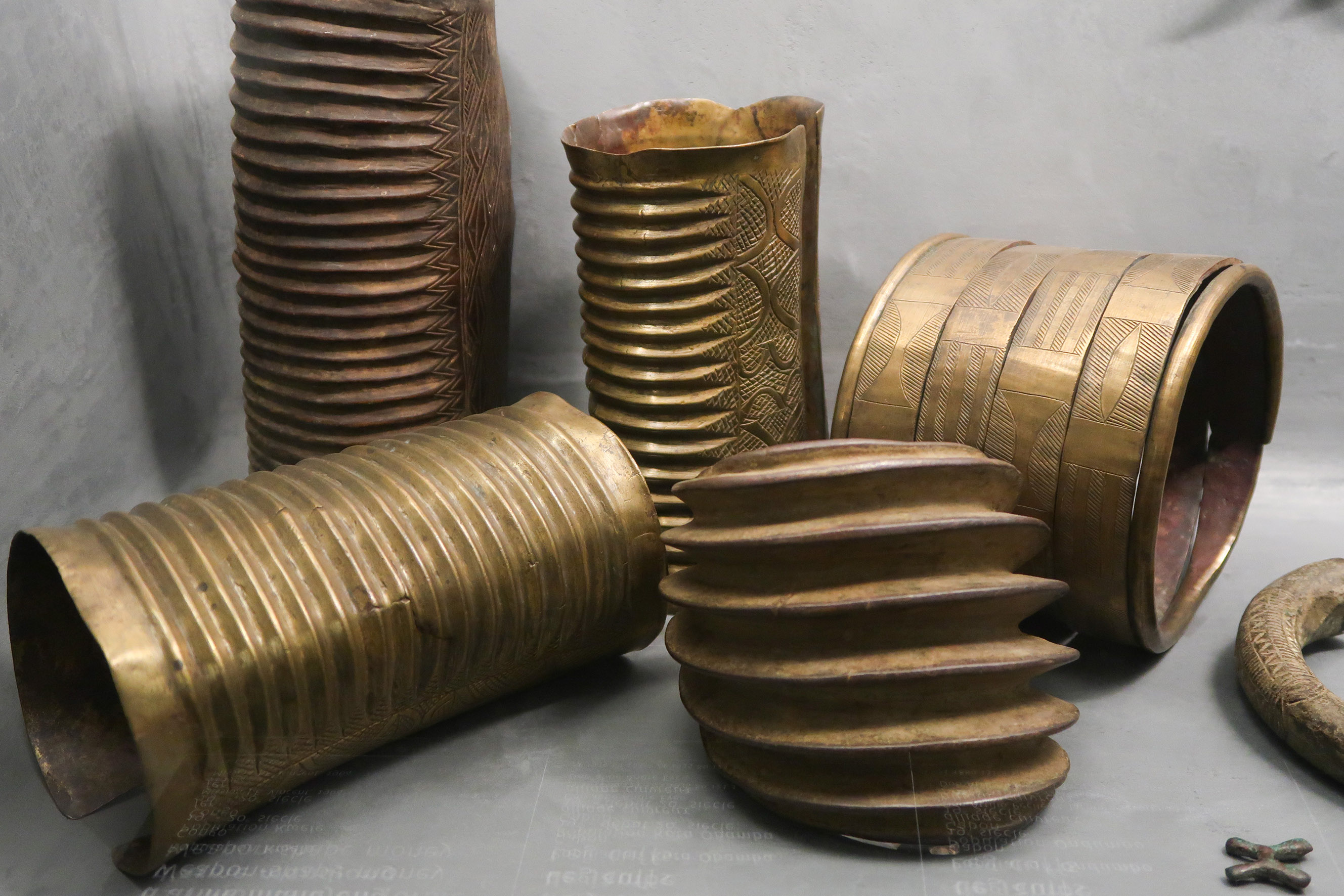
Arrière-plan: bracelets de jambes et bracelet d'investiture des chefs de la terre (13,12 × 11,31 × 13,54 cm) Gabon. 19e s. Alliages cuivreux ciselés
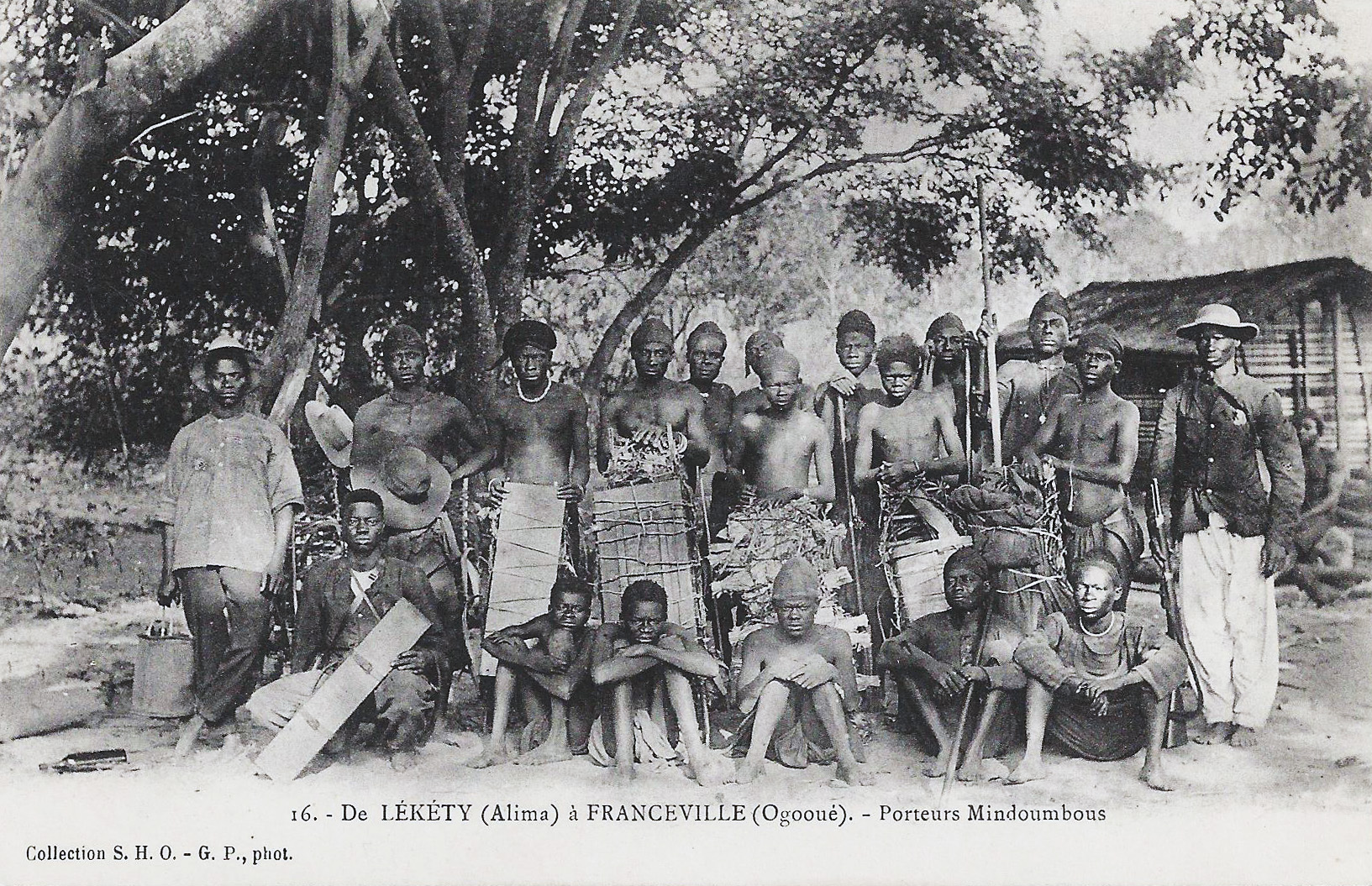
Porteurs Ndumu. Entre Lekéty (Alima) et Franceville (Ogooué), vers 1900